# Тверская духовная семинария
Тверская духовная семинария — среднее духовное учебное заведение Тверской епархии Русской православной церкви, существовавшее в Твери в 1739—1918 годы.

## История
Создана в 1722 году как начальная Славяно-русская школа, в феврале 1739 году преобразована в семинарию.
До 1779 года Тверская духовная семинария размещалась в Феодоровском монастыре на острове в устье реки Тьмаки.
В 1777—1779 годах было сооружено новое здание семинарии на территории бывшего Тверского кремля.
В 1809 году, в ходе реконструкции центра Твери была переведена в Отрочь монастырь, в 1810 году размещена в Затьмацкой части, близ храма Николы на Зверинце.
В 1878—1881 годах на средства П. И. Губонина сооружено новое здание семинарии (архитектор В. Н. Козлов), в которой она располагалось до закрытия в 1918 году. В 1882 году была освящена семинарская домовая церковь Тихона.
К началу XX века Тверская духовная семинария была одной из крупнейших в России. Несмотря на усилия церковных реформаторов 1860—1880-х годов, она оставалась узкосословным учебным заведением.
С 1919 по 1941 год в этом здании располагалась единая трудовая, затем средняя школа, а с 1943 года оно стало одним из корпусов Калининского суворовского военного училища.

## Ректоры
- Макарий (Петрович)
- Иоанникий (Скабовский) (1742 — ?)
- Тихон (Соколов) (1759—1761)
- Арсений (Верещагин) (15 октября 1768 — 1773)
- Тихон (Малинин) (1774—1775)
- Иларион (Копьев) (22 ноября 1777 — 1786[3])
- Арсений (Москвин) (1786—1798)
- Евгений (Романов) (1 марта 1798—1800)
- Агапит (Скворцов)
- Иоасаф (Сретенский) (24 октября 1808 — 21 ноября 1810)
- Михаил (Бурдуков) (1810—1814)
- Самуил (Запольский-Платонов) (11 сентября 1814—1817)
- Афанасий (Протопопов) (28 июля 1817 — 29 июля 1823)
- Михаил (Добров) (10 августа 1823—1831)
- Арсений (Москвин) (25 апреля 1831 — 1832)
- Афанасий (Соколов) (29 апреля 1832 — 7 марта 1838)
- Макарий (Зимин) (1838—1845)
- Софония (Сокольский) (21 сентября 1845—1847)
- Никодим (Лебедев) (1847—1850)
- Климент (Можаров) (25 сентября 1850—1856)
- Серафим (Протопопов) (9 июня 1856—1866)
- Нафанаил (Соборов) (8 марта 1866—1872)
- Василий (Царевский) (2 декабря 1898—1899)
- Иоанникий (Ефремов) (1899—1900)
- Иннокентий (Пустынский) (1900—1903)
- Евгений (Мерцалов) (1903—1907)
- Александр Надежин, протоиерей (1908—1912)
- Ювеналий (Машковский) (9 ноября 1912—1913)
- Вениамин (Федченков) (26 августа 1913—1917)

## Преподаватели
- Арсений (Могилянский) (1739—1741)
- Иаков (Блонницкий) (1741—1743)
- Арсений (Москвин) (1744—1786)
- Арсений (Верещагин) (1761 — ?)
- Аполлос (Беляев) (27 октября 1839—1841)
- Алексий (Новоселов) (30 сентября 1846 — ?)
- Арсений (Изотов) (1847 — ?)
- Волков, Дмитрий Семёнович (1862—1863)
- Воскресенский, Евгений Иванович (? — 1887)
- Гавриил (Голосов) (1868 — ?)
- Тихон (Морошкин) (1875—1888)
- Соколов Иван Павлович (1895 — ?)
- Дьяченко, Владимир Григорьевич (1905—1917)
- Рафаил (Березин) (20 марта 1914 — ?)
- Герасим (Добросердов) (23 сентября 1845—1846)

## Выпускники
- Семён Лобанов
- Дмитрий Честной
- Иван Третьяков
- Стефан Крылов-Платонов
- Пётр Алферьев (1803)
- Иван Павлович Менделеев (1803)
- Пётр Гойтанников (1809)
- Пётр Плетнёв
- Трофим Рогов
- Матвей Константиновский (1813)
- Николай Городецкий (1823)
- Фёдор Морошкин (1823)
- Стефан Сокольский (Буланов) (1823)
- Алексей Лавровский (Оглоблин) (1831)
- Александр Новосёлов (1837)
- Александр Бухарев (1842)
- Владимир Ловягин
- Алексей Изотов (1845)
- Василий Болотов (1875)
- Василий Куприянов (1885)
- Михаил Ильинский (1887)
- Сергей Козырев (1902)
- Илья Бенеманский (1905)

## Документы, литература
- ГАТО, 1779—1918 гг., ф. 575, 1541 ед. хр.
- Колосов В. И. История Тверской духовной семинарии. К 150-летию семинарии. — Тверь, 1889.
- Никольский А. А. Страничка из истории Тверской духовной семинарии. — Тверь, 1894.
- Разрядный список воспитанников Тверской духовной семинарии, составленный педагогическим собранием правления семинарии по окончании учебного года… [1908/1909-1910/1911, 1912/1913-1915]. — Тверь, 1909—1915.
- Православная Богословская энциклопедия. — Т. 2. — Стб. 469.
- Скворцов Д. Замечательные рукописи Феофилакта Лопатинского в тверской семинарской библиотеке. — Тверь, 1891. (каталог семинарской библиотеки)
- Тверская духовная семинария // Тверская область: энциклопедия. — Тверь: Тверское обл. кн.-журн. изд-во, 1994. — С. 252—253.
- Чивиков Г. С. Тверская семинария в годы пребывания епископа Гавриила (Петрова) на Тверской кафедре (1763—1770 гг.) // Сборник трудов Якутской духовной семинарии. — 2014. — № 1. — С. 84-92.